# Pniaki (Brzozowa)
Pniaki – przysiółek wsi Brzozowa w Polsce położony w województwie świętokrzyskim, w powiecie włoszczowskim, w gminie Secemin.
W latach 1975–1998 Pniaki położone były w województwie częstochowskim.